# Esposa

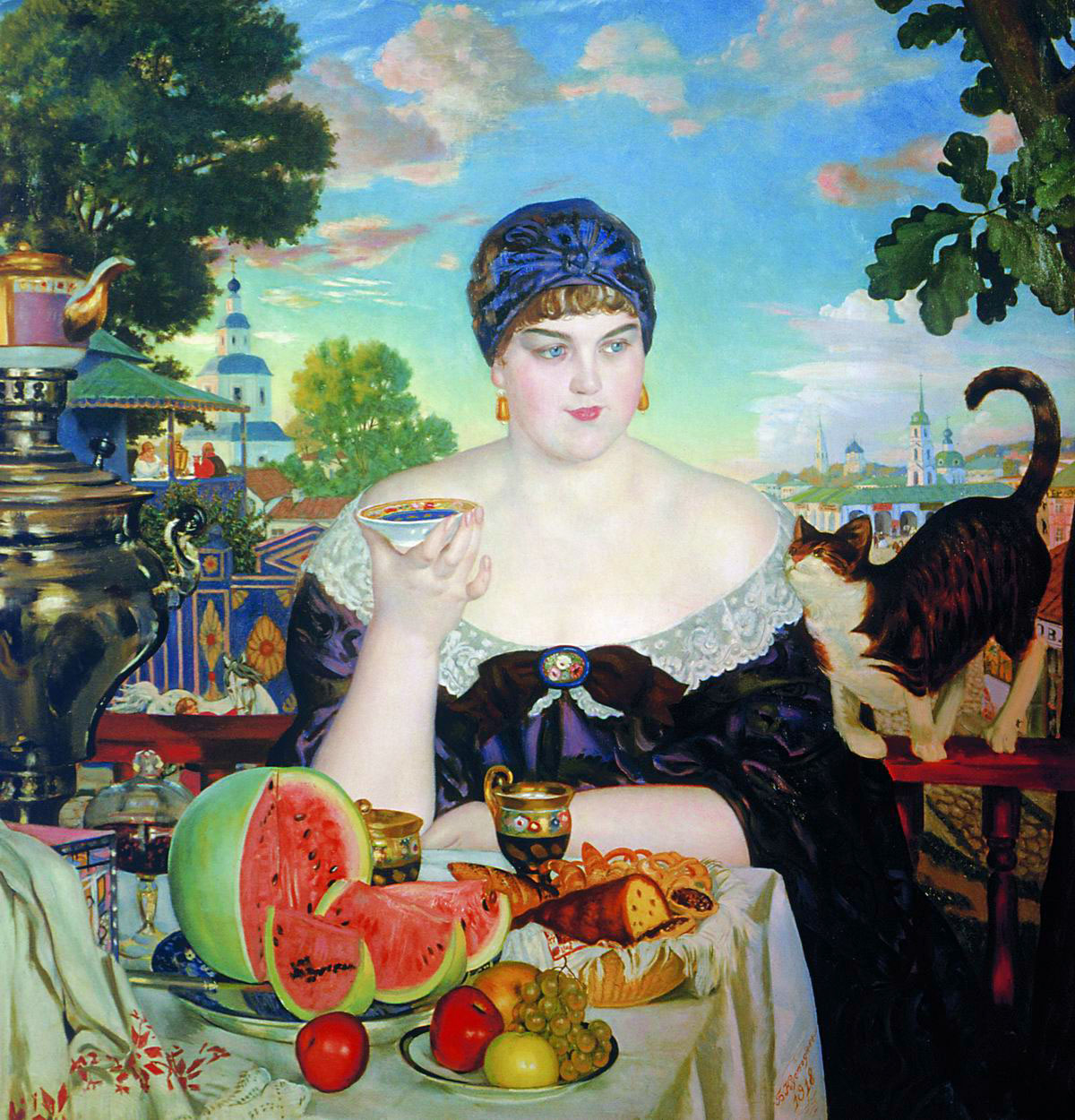
The Merchant's Wife (1918) de Boris Kustodiev

Una esposa o muller és la cònjuge dona que contrau matrimoni. És un estatus civil diferent del de les dones solteres, separades, divorciades o vídues.

## Història
L'esposa aportava al matrimoni el dot, un preu (simbòlic, material o en objectes) per ajudar el nou pare de família a mantenir-los a ell, a ella i als fills que vindrien. L'esposa també solia aportar l'aixovar, format per la "roba de casa" (com llençols o tovalloles), mobles i altres objectes. La vàlua d'ambdós era un símbol d'estatus social i servia com indicador de riquesa.

## Drets i obligacions del contracte matrimonial
Els drets i obligacions de les esposes estan dictats pel codi civil de cada país i pels costums locals, incloent-hi la tradició religiosa i poden ser iguals o diferents als de l'espòs. En general, acostumen a incloure la fidelitat al marit i l'obligació de tenir cura dels seus fills.